# Augie K. Fabela
Augie K. Fabela II är en amerikansk affärsman, boende i Naples i Florida. 
1992 var han med och startade det ryska telekombolaget Vimpelcom, som senare fick en monopolliknande ställning på GSM-telefoni i Moskva. Detta ska ha bidragit stort till hans förmögenhet. Fabela har även engagerat sig politiskt genom att skänka stora kampanjbidrag till bland andra senatorn John McCain och Republikanerna.